# Michaela Monzoni
Michaela Monzoni z d. Hasalíková (ur. 18 kwietnia 1984 we Frydek-Mistek) – czeska siatkarka, reprezentantka kraju, grająca na pozycji środkowej.

## Sukcesy klubowe
Mistrzostwo Czech:
- 2004, 2006, 2012
- 2005

Puchar Czech:
- 2006, 2012

Puchar Włoch:
- 2010

Mistrzostwo Włoch:
- 2010

Puchar Grecji:
- 2014

Mistrzostwo Grecji:
- 2014

## Sukcesy reprezentacyjne
Liga Europejska:
- 2012